# Château de Gourdans
Ne pas confondre avec le château de Gourdan en Ardèche.
Le château de Gourdans est un château situé à Gourdans sur la commune de Saint-Jean-de-Niost. C'est une forteresse médiévale du XIIIe siècle, anciennement entourée d’une triple enceinte, devenue une gentilhommière au XVIIe siècle. La bâtisse a été propriété des barons de Montolivet de 1660 à 1830 puis de la famille de Leusse qui y réside toujours en 2017.

## Histoire

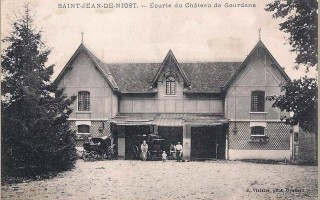
Carte postale ancienne de l'écurie du château.

Originellement le château dépend de la maison de Savoie dans le Viennois savoyard. Le domaine associé est détaché en 1270 par Thomas III de Piémont au profit de Guichard, seigneur d'Anthon et donc au Dauphiné. À la suite du traité de Paris, Gourdans retourne dans les possessions de la Savoie. La seigneurie associée au château est promue baronnie en 1497 par Philibert II de Savoie qui la cède aussitôt à son frère (naturel) René de Savoie.